# Lettország a 2019-es rövid pályás úszó-Európa-bajnokságon
Lettország a skóciai Glasgow-ban megrendezett 2019-es rövid pályás úszó-Európa-bajnokság egyik részt vevő nemzete volt, melyen három női sportolóval képviseltette magát.

## Eredmények

### Női
| Versenyző         | Versenyszám   | Előfutam | Előfutam | Előfutam | Elődöntő | Elődöntő | Elődöntő | Döntő   | Döntő    |
| Versenyző         | Versenyszám   | Idő      | Hely.    | Össz.    | Idő      | Hely.    | Össz.    | Idő     | Helyezés |
| ----------------- | ------------- | -------- | -------- | -------- | -------- | -------- | -------- | ------- | -------- |
| Arina Baikova     | 200 m gyors   | 2:03,05  | 6.       | 43.      |          |          |          | kiesett | kiesett  |
| Arina Baikova     | 400 m gyors   | 4:17,21  | 1.       | 36.      |          |          |          | kiesett | kiesett  |
| Arina Baikova     | 800 m gyors   | 9:01,05  | 7.       | 27.      |          |          |          | kiesett | kiesett  |
| Arina Baikova     | 200 m hát     | 2:13,17  | 8.       | 22.      |          |          |          | kiesett | kiesett  |
| Arina Baikova     | 100 m vegyes  | 1:03,93  | 9.       | 43.      | kiesett  | kiesett  | kiesett  | kiesett | kiesett  |
| Ieva Maluka       | 50 m gyors    | 25,71    | 6.       | 44.      | kiesett  | kiesett  | kiesett  | kiesett | kiesett  |
| Ieva Maluka       | 100 m gyors   | 55,15    | 4.       | 31.      | kiesett  | kiesett  | kiesett  | kiesett | kiesett  |
| Ieva Maluka       | 200 m gyors   | 2:00,03  | 3.       | 30.      |          |          |          | kiesett | kiesett  |
| Ieva Maluka       | 400 m gyors   | 4:17,21  | 2.       | 37.      |          |          |          | kiesett | kiesett  |
| Ieva Maluka       | 100 m hát     | 1:09,77  | 9.       | 50.      | kiesett  | kiesett  | kiesett  | kiesett | kiesett  |
| Ieva Maluka       | 100 m vegyes  | 1:01,19  | 7.       | 19.      | kiesett  | kiesett  | kiesett  | kiesett | kiesett  |
| Ieva Maluka       | 400 m vegyes  | 4:47,99  | 5.       | 23.      |          |          |          | kiesett | kiesett  |
| Gabriela Ņikitina | 50 m gyors    | 25,54    | 3.       | 38.      | kiesett  | kiesett  | kiesett  | kiesett | kiesett  |
| Gabriela Ņikitina | 100 m gyors   | 57,08    | 10.      | 53.      | kiesett  | kiesett  | kiesett  | kiesett | kiesett  |
| Gabriela Ņikitina | 50 m pillangó | 27,11    | 9.       | 26.      | kiesett  | kiesett  | kiesett  | kiesett | kiesett  |